# Heliconia tortuosa
Heliconia tortuosa är en enhjärtbladig växtart som beskrevs av Robert Fiske Griggs. Heliconia tortuosa ingår i släktet Heliconia och familjen Heliconiaceae. Inga underarter finns listade.